# 寻甸回族彝族自治县

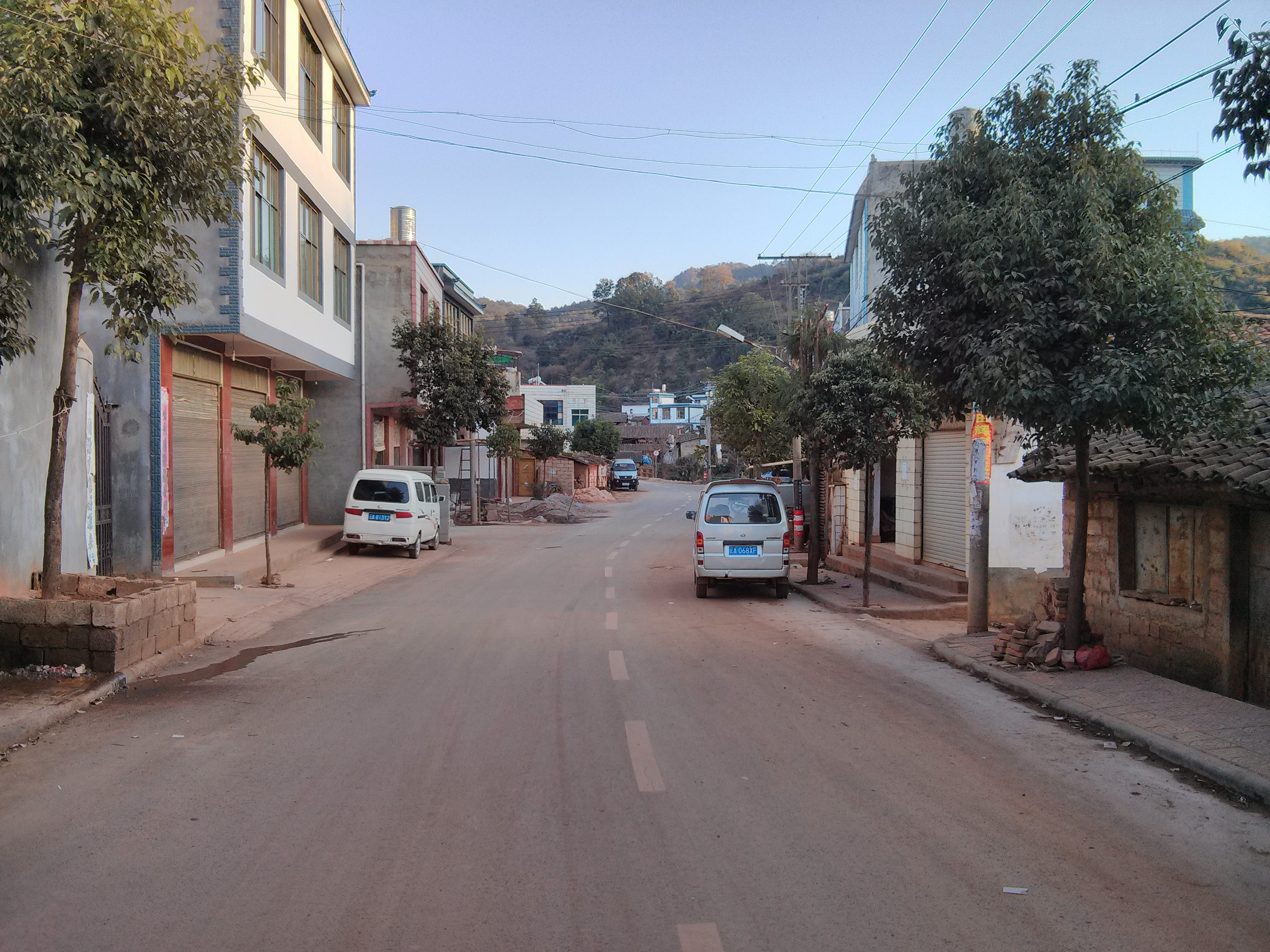
河口乡

寻甸回族彝族自治县是中华人民共和国云南省昆明市下属的一个自治县，位于云南中部偏东北。全县面积3588平方千米，2020年总人口46.07万人，自治县人民政府駐仁德街道。

## 历史沿革
元为仁德府；明洪武十五年（1382年）设寻甸軍民府；成化十二年（1475年）改土歸流，始為尋甸府。清康熙八年（1669年）降為尋甸州，隸曲靖府。雍正八年（1730年）置迤东兵备道，乾隆三十一年（1766年）設雲南分巡迤東道，道台驻寻甸县城，管辖13府；三十二年改轄七府，後升為分巡迤東兵備道。民國二年改称寻甸县；1957年，寻甸回族自治县首次成立。1960年嵩明縣併入尋甸縣。1962年仍分開。1979年成立寻甸回族彝族自治县。

## 行政区划
寻甸回族彝族自治县下辖3个街道办事处、9个镇、4个乡：
仁德街道、塘子街道、金所街道、羊街镇、柯渡镇、倘甸镇、功山镇、河口镇、七星镇、先锋镇、鸡街镇、凤合镇、六哨乡、联合乡、金源乡、甸沙乡和昆明倘甸产业园区轿子山旅游开发区。
2009年7月，撤销寻甸县金所乡和塘子镇，其行政区域并入仁德镇。名义上归属寻甸的昆明倘甸产业园区轿子山旅游开发区，实际是托管九个乡镇的县级行政管理区。2017年12月时，寻甸下辖的倘甸镇、凤合镇、联合乡、金源乡已正式归其托管。

## 经济
2022年，寻甸县生产总值达157.69亿元，按可比价格计算，比上年增长5.8%。其中第一产业增加值37.68亿元，增长5.0%；第二产业增加值30.00亿元，增长8.5%；第三产业增加值90.01亿元，增长5.4%。三次产业结构为23.9∶19∶57.1。人均生产总值34,103元。城乡常住居民人均可支配收入分别为43,247元、12,891元。职工年平均工资103,544元。地方一般公共预算收入7.45亿元，人均1,610元。地方一般公共预算支出41.93亿元，人均9,068元。

## 人口
2020年第七次人口普查结果，寻甸回族彝族自治县总人口（常住人口）共有460,739人，城镇人口135,188人（占29.34%），乡村人口325,551人（占70.66%）。共有男性234,816人、女性225,923人，性别比为103.94。0—14岁人口共91,520人（占19.86%），15—59岁人口共293,419人（占63.68%），60岁及以上人口共75,800人（占16.45%），其中65岁及以上人口共56,371人（占12.23%）。大学专科学历及以上人口有28,378人，15岁以上的文盲有30,998人，占15岁以上人口的8.40%。

## 交通

### 公路
- 杭瑞高速、 银昆高速、 滇中环线高速、 213国道、 248国道、 320国道过境。

## 风景名胜
- 丹桂村中央红军总部驻地旧址